# 1946 no desporto

## Eventos
- 26 de abril - Belenenses, campeão nacional de futebol.
- 12 de agosto a 9 de setembro - Torneio de xadrez de Groninga de 1946, vencido por Mikhail Botvinnik.[1]

## Nascimentos
| Data            | Nome                | Profissão                                | Nacionalidade                              | Observações | Ref                  |
| --------------- | ------------------- | ---------------------------------------- | ------------------------------------------ | ----------- | -------------------- |
| 1 de janeiro    | Roberto Rivellino   | futebolista                              | Brasil                                     |             |                      |
| 1 de janeiro    | Tatyana Zhuk        | patinadora artística                     | Rússia (atual) · União Soviética           | m. 2011     | [ 2 ]                |
| 12 de janeiro   | Sergei Chetverukhin | patinador artístico                      | Rússia (atual) · União Soviética           |             |                      |
| 27 de janeiro   | Eva Romanová        | patinadora artística                     | República Tcheca (atual) · Tchecoslováquia |             |                      |
| 13 de fevereiro | Artur Jorge         | jogador e treinador de futebol           | Portugal                                   | m. 2024     | [ 3 ]                |
| 1 de março      | Jan Kodeš           | tenista                                  | República Tcheca (atual) · Tchecoslováquia |             |                      |
| 4 de março      | Dadá Maravilha      | futebolista                              | Brasil                                     |             |                      |
| 22 de março     | Carbone             | técnico e futebolista                    | Brasil                                     | m. 2020     | [ 4 ]                |
| 24 de março     | Kitty O'Neil        | merguladora, atriz dublê e automobilista | Estados Unidos                             | m. 2018     |                      |
| 26 de março     | Simeon Simeonov     | futebolista                              | Bulgária                                   | m. 2000     | [carece de fontes?]  |
| 31 de março     | Klaus Wolfermann    | atleta, lançador de dardo                | Alemanha Ocidental                         | m. 2024     | [ 5 ]                |
| 7 de abril      | Colette Besson      | atleta, velocista                        | França                                     | m. 2005     | [ 6 ]                |
| 23 de abril     | Anatoliy Byshovets  | futebolista                              | Ucrânia (atual) · União Soviética          |             |                      |
| 4 de maio       | John Watson         | piloto de Fórmula 1                      | Irlanda do Norte                           |             |                      |
| 4 de maio       | John Barnard        | projetista                               | Inglaterra                                 |             |                      |
| 19 de maio      | André the Giant     | wrestler                                 | França                                     | m. 1993     | [ 7 ]                |
| 22 de maio      | George Best         | futebolista                              | Irlanda do Norte                           | m. 2005     | [ 8 ]                |
| 22 de maio      | Irena Szewińska     | atleta, velocista                        | Polónia                                    | m. 2018     | [ 9 ]                |
| 29 de maio      | Héctor Yazalde      | futebolista                              | Argentina                                  | m. 1997     | <[carece de fontes?] |
| 18 de junho     | Fabio Capello       | jogador e técnico de futebol             | Itália                                     |             |                      |
| 10 de julho     | Jean-Pierre Jarier  | piloto de Fórmula 1                      | França                                     |             |                      |
| 19 de julho     | Ilie Năstase        | tenista                                  | Roménia                                    |             |                      |
| 26 de julho     | Emilio de Villota   | automobilista                            | Espanha                                    |             |                      |
| 29 de julho     | Stig Blomqvist      | piloto de ralis                          | Suécia                                     |             |                      |
| 14 de agosto    | Tom Walkinshaw      | ex-piloto e dono de equipe de F-1        | Escócia                                    | m. 2010     | [ 10 ]               |
| 29 de agosto    | Bob Beamon          | atleta, saltador em comprimento          | Estados Unidos                             |             |                      |
| 19 de setembro  | Brian Henton        | piloto de Fórmula 1                      | Inglaterra                                 |             |                      |
| 30 de setembro  | Jochen Mass         | piloto de Fórmula 1                      | Alemanha                                   | m. 2025     | [ 11 ]               |
| 8 de outubro    | Aleksandr Gorshkov  | patinador artístico                      | Rússia (atual) · União Soviética           | m. 2022     | [ 12 ]               |
| 11 de outubro   | Sawao Kato          | ginasta                                  | Japão                                      |             |                      |
| 14 de outubro   | Toni                | jogador e treinador de futebol           | Portugal                                   |             |                      |
| 20 de outubro   | Lucien Van Impe     | ciclista                                 | Bélgica                                    |             |                      |
| 25 de outubro   | Elías Figueroa      | futebolista                              | Chile                                      |             |                      |
| 2 de novembro   | Alan Jones          | piloto de Fórmula 1                      | Austrália                                  |             |                      |
| 8 de novembro   | Guus Hiddink        | treinador de futebol                     | Países Baixos                              |             |                      |
| 17 de novembro  | Petra Burka         | patinadora artística                     | Canadá                                     |             |                      |
| 25 de novembro  | Slim Borgudd        | piloto de Fórmula 1                      | Suécia                                     | m. 2023     | [ 13 ]               |
| 3 de dezembro   | Joop Zoetemelk      | ciclista                                 | Países Baixos                              |             |                      |
| 12 de dezembro  | Emerson Fittipaldi  | piloto de Fórmula 1                      | Brasil                                     |             |                      |
| 14 de dezembro  | Ruth Fuchs          | atleta, lançadora de dardo               | Alemanha Oriental                          | m. 2023     | [ 14 ]               |
| 14 de dezembro  | Stan Smith          | tenista                                  | Estados Unidos                             |             |                      |
| 16 de dezembro  | Debbi Wilkes        | patinadora artística                     | Canadá                                     |             |                      |
| 16 de dezembro  | Diane Towler        | patinadora artística                     | Reino Unido                                |             |                      |
| 30 de dezembro  | Berti Vogts         | jogador e treinador de futebol           | Alemanha                                   |             |                      |
| 31 de dezembro  | Lyudmila Pakhomova  | patinadora artística                     | Rússia (atual) · União Soviética           | m. 1986     | [ 15 ]               |

## Mortes
| Data            | Nome               | Profissão           | Nacionalidade  | Observações | Ref |
| --------------- | ------------------ | ------------------- | -------------- | ----------- | --- |
| 15 de fevereiro | Cornelius Johnson  | atleta              | Estados Unidos | n. 1913     |     |
| 16 de fevereiro | Edgar Syers        | patinador artístico | Reino Unido    | n. 1863     |     |
| 24 de março     | Alexander Alekhine | jogador de xadrez   | Rússia         | n. 1892     |     |